# Turnitin
Turnitin és un servei de prevenció de plagi en internet creat per iParadigms, LLC, llançat per primera vegada en 1997.
Típicament, les universitats i els instituts compren llicències per enviar assajos al lloc web de Turnitin, el qual revisa el document a la recerca de contingut no original. Els resultats poden ser usats per poder identificar semblances a fonts existents o pot ser utilitzats en l'avaluació formativa per ajudar els estudiants a saber com evitar el plagi i millorar la seva escriptura.
Els estudiants poden ser obligats per la seva escola a enviar els seus assajos a Turnitin, com a dissuasió del plagi. Això ha estat una font de crítica, doncs alguns estudiants s'han negat a fer-ho en la creença que aquest requisit constitueix una presumpció de culpabilitat. A més a més, els crítics han al·legat que l'ús del programari viola la intimitat educativa i les lleis de propietat intel·lectual.
La companyia matriu, iParadigms LLC, també ofereix un servei similar de detecció de plagi per a editors de diaris, de revistes i llibres, anomenat iThenticate, i manté el lloc web informatiu Plagiarism.org. Altres eines incloses en la suite de Turnitin són els serveis: GradeMark (classificació on-line i retroalimentació) i PeerMark (revisió per parells). Turnitin va llançar WriteCycle Suite el 3 de febrer de 2009. WriteCycle permet la Comprovació d'Originalitat amb el seu servei on-line GradeMark i les eines de PeerMark. Turnitin va llançar Turnitin2 el 4 de setembre de 2010, disminuint la nomenclatura WriteCycle.

## Funció
Turnitin controla els potencials continguts no originals mitjançant una comparació dels texts enviats amb diverses bases de dades utilitzant un algorisme propietari. Escaneja les seves pròpies bases de dades, i també té acords de llicenciament amb grans bases de dades acadèmiques privades.

## Controvèrsia

### Intimitat
La Unió Estudiantil a la universitat Dalhousie ha criticat l'ús de Turnitin a les universitats canadenques perquè el govern nord-americà pot ser capaç d'accedir a articles científics i informació personal en la base de dades sota l'USA PATRIOT Act.
La Universitat Mount Saint Vincent va ser la primera universitat canadenca en prohibir el servei Turnitin, en part a causa de les implicacions de l'esmentada llei.

### WriteCheck
iParadigms, la companyia propietària de Turnitin, té un altre lloc web anomenat WriteCheck on els estudiants poden lliurar els seus articles científics per ser avaluats en la mateixa base de dades utilitzada per Turnitin, i determinar si el seu article serà detectat com a plagi. Alex Tabarrok sosté que «ells són els cabdills que estan a tots dos costats d'aquesta guerra de plagi».